# Afro jazz
Ne doit pas être confondu avec Jazz afro-cubain.
Afro Jazz est un groupe et collectif de hip-hop français aux sonorités jazz rap, formé au début des années 1990.

## Biographie

### Formation
Afro Jazz est formé au début des années 1990, par Daddy Jokno, Jaeyez et Robo, dans le but d'« aider les pays d'Afrique ».
En 1991, le groupe commence à enregistrer des cassettes. En 1993, le trio participe à quelques scènes à Saint-Denis, à Châtelet-Les Halles, et dans des soirées zouk. Jokno et Jaeyez participent ensuite à une émission sur Radio Lucrèce à Pantin, aux côtés de Benjamin Shoendorff, un ancien homme d'affaires devenu manager. Celui-ci les prend sous son aile et leur permet d'enregistrer des démos dans les studios de Radio France. Shoendorff les quitte, mais le groupe rencontre par la suite William, un disc jockey originaire de Livry-Gargan qui possède un studio d'enregistrement. Ils enregistrent d'autres maquettes, et enchainent les soirées à Ris-Orangis. Ils sont par la suite approchés par JoeyStarr qui leur propose de faire la première partie de NTM au Bataclan. Ils signent alors au label Island Records, dirigé par Sébastien Farran, également manager de NTM.

### Croissance et maturité
Le groupe publie un maxi intitulé Perle noire, produit par JoeyStarr et Lucien, membre de la Native Tongues. Après avoir effectué la première partie de NTM pour la promotion de leur album Paris sous les bombes, Afro Jazz peut enfin enregistrer un premier album studio. Ils publient Afrocalypse, enregistré à New York, aux États-Unis, et publié en 1997. L'album comporte plusieurs productions de grands beatmakers américains tels que Diamond D, Buckwild, ou encore Da Beatminerz ainsi que des featurings parmi lesquels un morceau avec Ol'Dirty Bastard, mais aussi Jokno, Robo, Jaeyez, Done Q, 1(one).

### Déclin et carrières solo
Daddy Jockno quitte le groupe après le premier album et c'est en duo que Jaeyez et Robo enregistrent l'album suivant AJ-1 (Révélation) qui sonne le glas du groupe.
Jaeyez est ensuite signé par JoeyStarr sur son label B.O.S.S.. Il participe à plusieurs compilations et bandes originales de films produites par le label, comme B.O.S.S. volume 2, B.O.S.S. Opus 3, Yamakasi, Old School ou encore Féroce. Il apparaît sur les albums de plusieurs groupes (Les Lois de la Rue de Fatale Clique ou encore le street album du Remède). En parallèle, il prépare son album solo, qui à ce jour jamais sorti, malgré l'attente de nombreux fans de la première heure. En 2004, il quitte le label B.O.S.S., pour se concentrer sur sa carrière solo.

## Discographie

### Albums
- 1996 : Perle noire (maxi)
- 1997 : Afrocalypse
- 1999 : AJ-1 : Révélation

### Apparitions
- 1997 : 3 spliffs et un freestyle - Afro Jazz featuring Papalu sur la compilation L432
- 1998 : C'est arrivé près de chez toi - NTM featuring Jaeyez (Afro Jazz) sur l'album NTM du Suprême NTM
- 2000 : Quelle gratitude ? (B.O.S.S. Remix) - NTM featuring Jaeyez (Afro Jazz) sur l'album B.O.S.S. vs. IV My People : Le clash du Suprême NTM
- 2012 : Mixtape Daddy Jokno et DJ Weedim Les clefs d'or

## liens externes
- Ressources relatives à la musique :   - Discogs
  - MusicBrainz
  - Muziekweb
- Notices d'autorité :   - VIAF
  - ISNI